# Bridei V
Bridei V, també conegut amb el nom de Brude mac Uurguist, va ser rei del regne picte de Fortriu del 761 al 763.
Era el germà petit del rei Óengus I. Sembla que va accedir al tron quan ja era força gran, a la mort del seu germà. Els Annals d'Ulster i els Annals de Tigernach mencionen la seva mort el 763, el que és coerent amb la Crònica picta que li atribueix un regnat de tan sols dos anys.